# Kadaboor, Chitapur
Kadaboor là một làng thuộc tehsil Chitapur, huyện Gulbarga, bang Karnataka, Ấn Độ.